# Naučná stezka Metodka
Naučná stezka Metodka okruhem spojuje Koníkov (resp. jeho část Horní Koníkov) a Odranec. Otevřena byla v roce 2008, celý okruh je dlouhý 3,5 km a nachází se na něm 15 zastavení. Svůj název dostala podle vrchu Metodka, který obchází. V seznamu tras KČT má číslo 9586.

## Vedení trasy
Naučná stezka začíná na rozcestí Koníkov, kousek od hranic s Roženeckými Pasekami. Tady se stáčí na silničku doleva mezi domky, která na konci Koníkova přechází v polní cestu. Nedaleko studánky V koutě ústí na silnici spojující Koníkov a Odranec, kterou asi po 300 m opouští odbočením na silničku do místní části Chalupy. Tou prochází, stejně jako následující místní částí Hliníky a dostává se do vlastního Odrance. U autobusové zastávky odbočuje doprava na silničku na Věcov. Tu asi po 420 m opouští, odbočuje na silničku doprava. Po levé straně nechává Dolní Koníkov, na jehož konci se silnička mění v polní cestu. Tou se napojuje na další silničku, stáčí se doprava a vrací se do Horního Koníkova.

## Zastavení
- Vítejte na Koníkově / Odbojová a partyzánská činnost
- Lidová architektura a roubená stavení
- Lesy na Novoměstsku / Ptáci lesů / Lesní studánka
- Plazi a obojživelníci
- Rostliny vlhkých a rašelinných luk
- Studánky a haltýře
- Vítejte v Odranci / Pomník partyzána
- Zemědělství a proměny krajiny
- Voda v krajině
- Obec Věcov
- Lidová architektura a zděná stavení / Poslední boj partyzánky
- O vzniku naučné stezky
- Ptáci krajiny
- Roženecké Paseky
- Tragédie z roku 1965 / Vrch Kamenice